# Silvio Santos
Senor Abravanel (Rio de Janeiro, 12 december 1930 – São Paulo, 17 augustus 2024), professioneel bekend als Silvio Santos, was een Braziliaans zakenman, media-magnaat en televisiepresentator. Hij is vooral bekend als enig aandeelhouder van Grupo Silvio Santos, de grootste en invloedrijkste media-conglomeraten in Brazilië. Bovendien was hij tot zijn overlijden eigenaar van een van de belangrijkste televisienetwerken van Brazilië, namelijk de Sistema Brasileiro de Televisão (afgekort: SBT). In 2013 was Santos ook de enige bekende Braziliaan die opgenomen is in de Forbes-ranglijst.

## Biografie
Abravanel was de zoon van Sefardische Joden die in het Ottomaanse Rijk werden geboren en in de eerste helft van de twintigste eeuw naar Brazilië emigreerden. Zijn vader, Alberto Abravanel (1897-1976), was in Thessaloniki (thans: Griekenland) geboren en een verre afstammeling van rabbijn Jitschak Abarbanel (1437-1508). Abravanels moeder, Rebecca Caro (1907-1989), was in Smyrna geboren (het huidige İzmir, West-Turkije). 
Zijn ouders hadden het financieel niet breed, waardoor Abravanel op 14-jarige leeftijd in de straten van Rio de Janeiro als straatverkoper begon te werken. Kort daarna werd hij uitgenodigd om bij een radiostation te werken, maar omdat hij meer geld verdiende als straatverkoper, weigerde hij deze uitnodiging. Later vertrok hij naar  São Paulo en kreeg een rol in een succesvolle televisieshow, waar prijzengelden werden uitgeloot. Later kocht hij dit bedrijf (Baú da Felicidade) op en breidde het tot een succesvolle groep uit. In 1976 streed hij voor het hebben van zijn eigen televisienetwerk. In 1981 exploiteerde hij zijn eerste televisienetwerk, TVS, wat tegenwoordig bekend staat als SBT (acroniem voor Sistema Brasileiro de Televisão, vertaling: "Braziliaans Televisie Systeem"). Grupo Silvio Santos bestond in 2008 uit 44 bedrijven, met ondernemingen variërend van agribusiness tot banken en hotels, met in totaal 8.000 personen in dienst. Santos' persoonlijk vermogen werd in 2013 op ongeveer 1,3 miljard dollar geschat.
Santos probeerde zich ook in de politiek te mengen en stelde zich in 1989 kandidaat voor het presidentschap. Zijn kandidatuur werd echter ingetrokken door het Superieur Tribunaal van Brazilië vanwege onzekerheid: er was namelijk een te korte tijdspanne (drie weken) tussen de bekendmaking van zijn kandidatuur en de verkiezingen. Bovendien werden er enkele technische problemen geconstateerd. Uiteindelijk werd Fernando Collor de 36ste president van Brazilië.
Santos overleed op 93-jarige leeftijd.